# Benjamin Faraas
Benjamin Thoresen Faraas (8 september 2005) is een Noors voetballer die sinds januari 2025 uitkomt voor Frederikstad FK.

## Clubcarrière
Faraas maakte in 2021 de jeugdopleiding van Flisa AIL naar Ham-Kam. Op 18 april 2022 maakte hij zijn officiële debuut in het eerste elftal van de club: in de competitiewedstrijd tegen Sandefjord Fotball (3-0-zege) liet trainer Jakob Michelsen hem een minuut voor tijd invallen. Faraas speelde 29 officiële wedstrijden in het eerste elftal van HamKam: naast 23 competitiewedstrijden speelde hij ook zes bekerwedstrijden. Zes van zijn acht doelpunten in het eerste elftal van HamKam scoorde hij in de Beker van Noorwegen, vier daarvan in de 0-8-zege tegen FK Mjølner op 1 juni 2023.
In augustus 2023 ondertekende hij een driejarig contract bij Club Brugge, dat hem eerst bij Club NXT onderbracht. In zijn eerste anderhalf jaar speelde hij geregeld bij Club NXT, weliswaar vaak als invaller. Zijn tweede en derde goal voor Club NXT scoorde hij weliswaar als basisspeler: nadat hij op 2 december 2023 als invaller zijn doelpuntenrekening voor Club NXT opende in de 1-3-zege tegen KMSK Deinze, opende hij op 9 februari 2024 na een kwartier de score in het 2-2-gelijkspel tegen Francs Borains en legde hij op 9 november 2024 de 1-2-eindscore vast op bezoek bij Jong Genk.
In januari 2025 trok Faraas de deur bij Club Brugge: de negentienjarige Noor ondertekende een vierjarig contract bij de Noorse eersteklasser Frederikstad FK.

## Interlandcarrière
Faraas debuteerde in 2021 als Noors jeugdinternational. In 2023 nam hij met Noorwegen –19 deel aan het EK onder 19 in Malta. In de eerste groepswedstrijd tegen Griekenland (5-4-winst) viel hij tijdens de rust in, in de groepswedstrijden tegen IJsland (1-1-gelijkspel) en Spanje (0-0-gelijkspel) alsook in de halve finale tegen Portugal (5-0-nederlaag) mocht hij in de basis starten.